# Sōjirō Ishii
Sōjirō Ishii (jap. 石井 壮二郎 Ishii Sōjirō; ur. 29 marca 1976) – japoński piłkarz występujący na pozycji pomocnika.

## Kariera klubowa
Jako piłkarz grał w klubach Gamba Osaka i Denso.